# Ardisia chinensis
Ardisia chinensis är en viveväxtart som beskrevs av George Bentham. Ardisia chinensis ingår i släktet Ardisia och familjen viveväxter. Utöver nominatformen finns också underarten A. c. stenophylla.